# Ringo Starr - Icon
Pour les articles homonymes, voir Icon.
Albums de Ringo Starr
Ringo 2012
(2012) Postcards from Paradise
(2015)
Ringo Starr - Icon est une compilation à prix réduit des plus grands titres solo de Ringo Starr enregistrés entre 1971 et 2010.

## Titres
1. Photograph (George Harrison/Richard Starkey)
2. It Don't Come Easy (Richard Starkey)
3. You're Sixteen (You're Beautiful And You're Mine) (Bob Sherman/Richard Sherman)
4. Oh My My (Vini Poncia/Richard Starkey)
5. Only You (And You Alone) (Buck Ram/Ande Rand)
6. King Of Broken Hearts (Starkey /Hudson /Grakal /Dudas)
7. No No Song (Hoyt Axton/David P. Jackson)
8. Back Off Boogaloo (Richard Starkey)
9. Walk With You (Starkey, Van Dyke Parks)
10. (It's All Down To) Goodnight Vienna (John Lennon)
11. Yellow Submarine (Live) (Lennon/McCartney)